# August Mauritz Öhman
August Mauritz Öhman, född 12 juli 1819 i Helsingfors, död 22 januari 1849 i Sankt Petersburg, var en finländsk skolman. Han var bror till Johan Edvard och Constantin Öhman.
Öhman var verksam som lektor i ryska vid Borgå lyceum. Han övertog brodern Constantins bokhandelsrörelse i Borgå efter dennes död 1848, men avled själv mindre än ett år senare. Bokhandelns filial i Helsingfors, som grundats 1848, övertogs av de finsksinnade universitetsmännen Herman Kellgren och Paavo Tikkanen, men redan 1855 inköptes den av Theodor Sederholm.